# Polyalthia venosa
Polyalthia venosa är en kirimojaväxtart som beskrevs av Elmer Drew Merrill. Polyalthia venosa ingår i släktet Polyalthia och familjen kirimojaväxter. Inga underarter finns listade i Catalogue of Life.